# Escavação

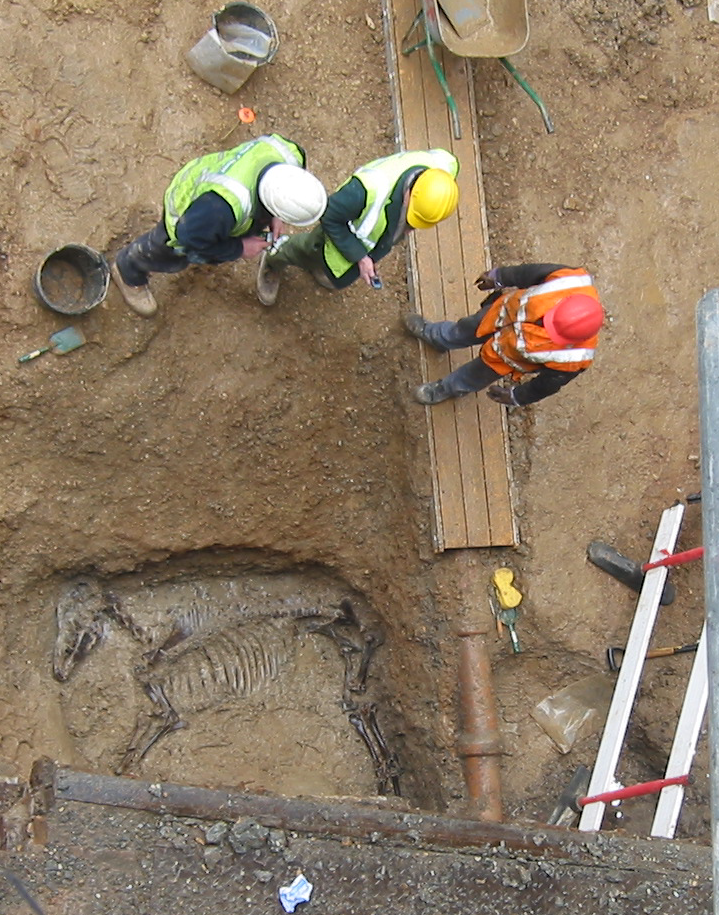
Escavação de um esqueleto de cavalo da época do Império Romano em Londres

Escavação é a remoção de terra em torno de objetos ou fósseis soterrados. Muito utilizado em áreas como a paleontologia e a arqueologia, a escavação arqueológica é um recurso para descobrir evidências sobre a evolução da história no mundo através dos vestígios que ficaram enterrados por conta da ação do tempo. Ela é o procedimento pelo qual os arqueólogos definem, recuperam e registram restos culturais e biológicos encontrados no solo. As atividades passadas deixam vestígios na forma de fundações domésticas, sepulturas, artefatos, ossos, sementes e muitos outros vestígios indicativos da experiência humana.
A escavação geralmente, mas nem sempre, requer a remoção e dispersão permanente dos estratos, de tal modo que nunca poderão ser reexaminados.

## História
A primeira instância de escavação arqueológica ocorreu no século VI a.C., quando Nabonido, o rei da Babilônia, escavou um templo com milhares de anos de idade. Durante os primeiros períodos romanos, os homens de Júlio César saquearam artefatos de bronze e, no período medieval, os europeus começaram a desenterrar vasos que parcialmente haviam emergido da erosão e armas que apareceram em terras agrícolas. Antiquários escavaram túmulos na América do Norte e no Noroeste da Europa, que às vezes envolviam a destruição de artefatos e seu contexto, perdendo informações sobre assuntos do passado. A escavação arqueológica meticulosa e metódica substituiu a escavação de barracas de antiquários entre o início e o século XIX e ainda hoje está sendo aperfeiçoada.